# Lopez-sziget
A Lopez-sziget az Amerikai Egyesült Államok Washington államának San Juan megyéjében fekszik.
A sziget a Wilkes-expedíció során Isaac Chauncey tengerész tiszteletére a Chauncey nevet kapta, majd 1847-ben Henry Kellett brit tiszt Gonzalo López de Haro, a San Juan-szigetek első európai felfedezőjének nevét választotta.
A szigeten hagyomány a motorosoknak, kerékpárosoknak és gyalogosoknak integetni. 1996-ban Paul Allen egy nagyobb területet vásárolt, ezért az 50 éven át működő Camp Nor’wester gyerektábort be kellett zárni.
Innen sugároz a KLOI-FM rádióadó.

## Éghajlat
A sziget éghajlata mediterrán (a Köppen-skála szerint Csb).
| Hónap                         | Jan. | Feb.  | Már. | Ápr. | Máj. | Jún. | Júl. | Aug. | Szep. | Okt. | Nov.  | Dec. | Év    |
| ----------------------------- | ---- | ----- | ---- | ---- | ---- | ---- | ---- | ---- | ----- | ---- | ----- | ---- | ----- |
| Rekord max. hőmérséklet (°C)  | 13,3 | 15,0  | 17,8 | 22,2 | 26,7 | 33,9 | 31,1 | 27,8 | 28,3  | 24,4 | 16,7  | 15,6 | 33,9  |
| Átlagos max. hőmérséklet (°C) | 7,9  | 8,7   | 10,4 | 13,4 | 16,9 | 17,6 | 19,8 | 19,7 | 18,8  | 15,2 | 10,9  | 8,8  | 14,0  |
| Átlaghőmérséklet (°C)         | 5,1  | 5,7   | 6,7  | 9,1  | 12,2 | 13,4 | 15,0 | 14,9 | 14,3  | 11,3 | 7,8   | 6,2  | 10,2  |
| Átlagos min. hőmérséklet (°C) | 2,2  | 2,7   | 2,9  | 4,8  | 7,4  | 9,3  | 10,2 | 10,2 | 9,7   | 7,4  | 4,7   | 3,7  | 6,3   |
| Rekord min. hőmérséklet (°C)  | −8,9 | −10,0 | −7,8 |      |      | 5,0  | 6,1  | 7,2  | 3,9   | 0,6  | −11,1 | −8,3 | −11,1 |
| Átl. csapadékmennyiség (mm)   | 63   | 47    | 38   | 30   | 18   | 29   | 22   | 18   | 25    | 55   | 62    | 85   | 492   |
| Forrás: Weatherbase           |      |       |      |      |      |      |      |      |       |      |       |      |       |

## Fordítás
- Ez a szócikk részben vagy egészben  a   Lopez Island című angol Wikipédia-szócikk ezen változatának fordításán alapul.  Az eredeti cikk szerkesztőit annak laptörténete sorolja fel. Ez a jelzés csupán a megfogalmazás eredetét és a szerzői jogokat jelzi, nem szolgál a cikkben szereplő információk forrásmegjelöléseként.